# Jolanta Pytel
Jolanta Pytel (ur. 29 sierpnia 1952 w Zielonej Górze) – poetka, literatka, animatorka życia kulturalnego Zielonej Góry.

## Życiorys
Studiowała filologię polską z historią w Wyższej Szkole Nauczycielskiej w Zielonej Górze. Pracowała jako nauczycielka w szkole podstawowej. Była bibliotekarką i dziennikarką. Debiutowała w roku 1970 wierszem drukowanym w Nadodrzu. Swoje utwory publikowała w wielu pismach literackich, m.in.: Pro Libris, Pegaz lubuski, zbiorach poetyckich i almanachach. W roku 2003 otrzymała nagrodę Lubuski Wawrzyn Literacki. Jest założycielką i prezesem Stowarzyszenia Jeszcze Żywych Poetów oraz twórczynią Uniwersytetu Poezji.
Jej twórczość była tłumaczona na język angielski, niemiecki przez Dietera Kalkę i publikowana w Muschelhaufen 2001, Ostragehege nr 9 i na Portalpolen.

## Twórczość
- Opowieść o Gabrielu (1976),
- Tyle światła wokół (1978),
- Destiny (1994),
- Oko śmierci (1994),
- Przebudzenie/Awakenings (1995),
- 40 i cztery (1996),
- Czarny aptekarz (1999),
- Requiem dla Helenki (1999),
- Żywe oczy wiersza / Augen des Gedichts (2001), polsko-niemiecka antologia, wyd. Jolanta Pytel / Czesŀaw Sobkowiak, Organon Zielona Góra. ISBN 83-87294-25-X
- Włócznia słońca (2003),
- Wejście w niebo (2006),
- Zegar/The Clock (2010),
- Nad urwiskiem (2011).